# Манфред фон Кнобельсдорф
Манфред фон Кнобельсдорф (нім. Manfred von Knobelsdorff; 15 червня 1892, Берлін, Шпандау — 1965) — офіцер СС, оберштурмбаннфюрер СС. Комендант замку Вевельсбург (12 лютого 1935 — 24 січня 1938).

## Біографія
Манфред фон Кнобельсдорф народився 15 червня 1892 року в дворянській сім'ї. Учасник Першої світової війни, за бойові заслуги був нагороджений Залізним хрестом 2-го і 1-го класу. У 1919 році був звільнений з армії у званні гауптмана. Працював на парфумерній фабриці. Одружився з Ільзою Дарре, сестрою Ріхарда Дарре. Член НСДАП (квиток № 718 932) і СС (квиток № 112 799).
У початку 1934 року з дружиною і дітьми переїхав в замок Вевельсбург, 12 лютого 1935 призначений його комендантом. Він був відповідальним за організацію і проведення різних ритуалів і свят в Вевельсбурзі та його околицях, таких як весілля, хрестини і Свято літнього сонцестояння.
Був другом Карла Марії Вілігута і послідовником його ідей ірмінізму. Кнобельсдорф писав Вілігуту листи із запевненнями в «ірміністской відданості», постійно засвідчуючи про свій інтерес до старої релігії. 24 січня 1938 був зміщений з поста коменданта Вевельсбург, а 30 січня на його місце призначений Зіґфрід Тауберт. З 1939 року на службі в армії. Після 1945 року працював торговим представником.

## Звання СС
- Штурмфюрер СС (7 лютого 1934)
- Оберштурмфюрер СС (9 листопада 1934)
- Гауптштурмфюрер СС (28 травня 1935)
- Штурмбаннфюрер СС (29 січня 1936)
- Оберштурмбаннфюрер СС (24 січня 1938)

## Нагороди
- Залізний хрест 2-го і 1-го класу
- Нагрудний знак «За поранення» в чорному
- Почесний хрест ветерана війни з мечами
- Почесний кут старих бійців
- Кільце «Мертва голова»
- Почесна шпага рейхсфюрера СС
- Спортивний знак СА в бронзі